# Liv a Maddie
Liv a Maddie (v anglickém originále Liv and Maddie) je americký sitcom, který je uváděn na dětské stanici Disney Channel. Za seriálem stojí John Beck a Ron Hart a produkovaný společnosťou It's a Laugh Productions. V seriálu hraje Dove Cameron jednovaječná dvojčata. Pracovat se na seriálu začalo v dubnu a pilotní díl byl v USA uvedena 19. července 2013. Oficiální premiéra proběhla 15. září 2013. První ukázka ze seriálu se odvysílala 28. června 2013.
V Česku měl seriál premiéru 7. prosince 2013.

## Obsazení
- Dove Cameron jako Liv a Maddie Rooneyovi (český dabing: Nina Horáková), (český dabing: Martina Kechnerová)
- Joey Bragg jako Joey Rooney (český dabing: Jiří Köhler)
- Tenzing Norgay Trainor jako Parker Rooney (český dabing: Jakub Nemčok)
- Kali Rocha jako Karen Rooney (český dabing: Jolana Smyčková)
- Benjamin King jako Pete Rooney (český dabing: Petr Gelnar)
- Lauren Lindsey Donzis jako Ruby

## Přehled dílů
| Řada | Díly | Premiéra v USA    | Premiéra v USA    | Premiéra v ČR    | Premiéra v ČR     |
| Řada | Díly | První díl         | Poslední díl      | První díl        | Poslední díl      |
| ---- | ---- | ----------------- | ----------------- | ---------------- | ----------------- |
| 1    | 21   | 19. července 2013 | 27. července 2014 | 7. prosince 2013 | 9. prosince 2014  |
| 2    | 24   | 21. září 2014     | 23. srpna 2015    | 7. února 2015    | 6. února 2016     |
| 3    | 20   | 13. září 2015     | 19. června 2016   | 6. února 2016    | 10. prosince 2016 |
| 4    | 15   | 23. září 2016     | 24. března 2017   | 8. ledna 2017    | 7. prosince 2017  |